# Smyslová zahrada
Smyslová zahrada je druh zahrady určený primárně pro osoby se smyslovým postižením, především slabozraké a nevidomé či pacienty trpící Alzheimerovou chorobou. Jejím záměrem je zaujmout všechny základní lidské smysly: zrak, sluch, čich, hmat, chuť. Mohou zde být například vysazeny rostliny, které výrazně voní, jsou zajímavé na dotek či mají nápadnou chuť, zahrada obsahuje zvukové a vodní prvky a podobně. Svým konceptem slouží jednak aktivizaci smyslů, jednak relaxaci, mohou být prostorem pro zahradní terapii. 
V České republice se smyslové zahrady nachází například v Rudce u Kunštátu u Jeskyně blanických rytířů, v Boskovicich u Centra denních služeb nebo v Domově pro seniory Chvalkov.